# David Alfred Thomas
 (juin 2021).
Le contenu est difficilement compréhensible vu les erreurs de traduction, qui sont peut-être dues à l'utilisation d'un logiciel de traduction automatique.
David Alfred Thomas, 1er vicomte Rhondda, (26 mars 1856 - 3 juillet 1918), est un industriel gallois et homme politique libéral. Il est député de Merthyr Tydfil de 1888 jusqu'aux élections générales de janvier 1910, puis député de Cardiff jusqu'aux élections générales de décembre 1910, date à laquelle il quitte la politique pour se concentrer sur ses activités commerciales. Il est nommé membre du Conseil privé en 1916. Il occupe ensuite des fonctions, notamment en tant que «Food Controller» dans le gouvernement de coalition de Lloyd George en temps de guerre.

## Jeunesse
Fils du propriétaire de charbon Samuel Thomas d'Ysguborwen, David Thomas est un industriel de la deuxième génération. Son énergie et son sens de l'innovation le conduisent rapidement à bâtir un empire commercial plus grand que celui de son père. Samuel, un homme qui n'est pas connu pour son tempérament gai, aurait dit le jour de la naissance de son fils (pendant un orage) : "Eh bien, je ne vois rien pour lui que la Workhouse".
Bien que la tradition ait cité le lieu de naissance de David Thomas comme étant un vieux cottage aux murs blancs à Aberdare, cela est peu probable, étant donné que la maison familiale, Ysguborwen (également à Aberdare), est achevée en 1855. Samuel Thomas est l'un des pionniers du commerce gallois du charbon.
Samuel Thomas est un homme dur, peut-être le secret de sa réussite commerciale, et ses goûts sont simples. Baptiste gallois, il gère sa maison selon l'« éthique protestante du travail ». Il est grand connétable de Merthyr, alors la ville la plus rude du pays de Galles.
La mère de DA Thomas, Rachel, est décrite comme un contraste avec le Samuel parfois avare, toujours prudent. Elle donne au jeune David l'amour dont il a besoin.
La maison familiale, Ysguborwen, semble avoir été une maison galloise assez typique. Au début, seule la langue galloise y est parlée. Cependant, les Thomas, comme de nombreux parents gallois avant et depuis, réalisant que la langue du monde des affaires est l'anglais, engagent une nurse anglaise pour habituer leurs enfants à parler anglais. En 1859, la famille déménage de Calfaria Welsh Baptist Chapel à Carmel, avec la English Baptist Chapel en face. L'anglais devient la langue des vallées et la langue de la respectabilité.
L'éducation de David Thomas est sévère et victorienne, lui apprenant la discipline, par l'intermédiaire de l'amour. Cette discipline est restée avec Thomas, dans les affaires et en politique. Vers la fin de la vie de Thomas, William Brace, le leader syndical, déclare que "Rhondda a le revenu d'un duc et les goûts d'un paysan".
Thomas fait ses études à Manila Hall, Clifton, Bristol, puis à l'université de Cambridge . Initialement, Thomas devait aller au Jesus College grâce à une bourse initialement destinée aux fils de pasteurs anglicans . Une attaque de fièvre typhoïde, contractée à Clermont-Ferrand, empêche Thomas de prendre la bourse. Par la suite, Thomas obtient une bourse au Gonville and Caius College, Cambridge, où il étudie les mathématiques, et aurait terminé son année en tête, s'il n'y avait pas eu des problèmes de santé. Malgré cela, Thomas fait partie des équipes universitaires d'aviron et de boxe. Il quitte Cambridge en 1880, à la mort de son père.

## Vie privée

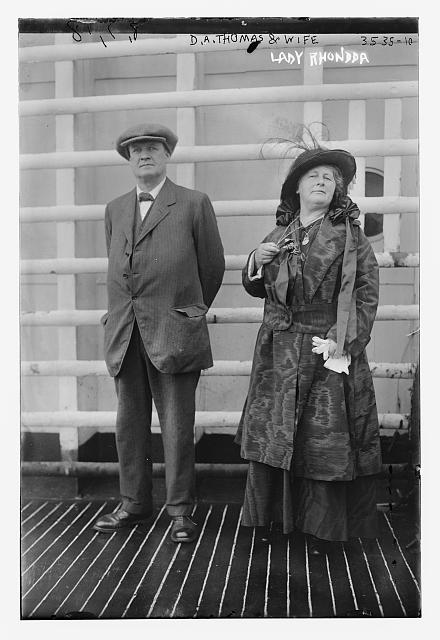
Lord et Lady Rhondda (présumé au début des années 1900)

À une époque de religion, David Thomas est un homme honnêtement indifférent à la religion. Il ne semble pas avoir été athée, mais avoir trouvé déplaisant le sectarisme religieux qui marque la vie du pays de Galles à cette époque. Bien qu'élevé comme baptiste (et plus tard congrégationaliste), il est reçu dans l'église anglicane lors de son mariage avec Sybil Margaret Haig en 1882 et est baptisé à l'église St. Andrew, près de Barry . Le mariage a lieu dans une salle de billard chez ses parents. Une fille, Margaret, est née en 1883, le seul descendant du couple.
En tant qu'écolier à Bristol, David Thomas fréquente la Highbury Congregational Chapel, Clifton, où son oncle, David Thomas, est pasteur .
Bien que DA Thomas ait été fortement impliqué dans la controverse de Disestablishment et ait été un défenseur de Disestablishment, cela semble provenir de la conviction que les dotations de l'église devraient être utilisées pour le bien général, ce qui lui aliène de nombreux députés du nord du Pays de Galles .
Malgré les attaques de rhumatisme articulaire aigu, qui le tourmentent pendant une grande partie de sa vie, David Thomas est sportif. À l'université, il rame et boxe avec enthousiasme, et sa nécrologie dans le South Wales Daily News dit qu'il était rarement plus heureux que « lorsqu'il s'ébattait avec des enfants ». En 1881, David Thomas sauve un garçon qui est tombé à travers la glace sur Hirwaun Pond, Aberdare, un acte pour lequel il reçoit un prix de la Human Society.

## Début de carrière
Thomas rejoint Osborn Henry Riches dans le département des ventes des mines de charbon de Cambrian, avant de s'installer à Clydach Vale pour apprendre la gestion des mines elles-mêmes. Au cours de ce travail, qui dure plus d'un an, il descend dans la fosse avec les ouvriers et reste sous terre jusqu'à quatre heures de l'après-midi.
David Alfred Thomas s'installe en 1882 à Londres, où il travaille dans un bureau de courtier à Cornhill. Là, il a une attaque de rhumatisme articulaire aigu, une maladie qui le tourmente depuis sa jeunesse. Après la mort de M. Riches, il retourne à Cardiff pour gérer les Cambrian Collieries.
Pour développer l'entreprise, David Thomas la convertit d'une propriété privée en une société à responsabilité limitée, garantissant le capital pour étendre ses activités. La vente d'actions n'est pas un moyen pour l'héritier de devenir oisif, car il continue à participer activement à la gestion de la société. Lors de la grande grève du charbon de 1898, DA Thomas refuse de prendre parti pour l'organisation des propriétaires de charbon. Les Cambrian Collieries continuent à travailler pendant la grève, une action qui fait beaucoup pour les actionnaires des charbonnages. En 1910, David Thomas est impliqué dans une grève du charbon commencée à Ely Pit à Penygraig, une action qui le rend furieux. Il voit la grève comme une trahison et ses actions pour tenter de briser la grève se transforment en l'un des événements les plus importants et les plus violents de l'histoire de Rhondda, les émeutes de Tonypandy. De 1901 à 1906, sa mauvaise santé oblige Thomas à faire une pause dans ses activités commerciales. Il est directeur de la société qui acquiert le journal The Cambrian News en 1915.

## Llanwern
En 1887, un an avant son élection au Parlement, Thomas prend le bail de Llanwern House, à Llanwern, juste à l'extérieur de Newport, Monmouthshire, où il vit la vie d'un écuyer de campagne quelque peu non conventionnel, montant à courre et élevant du bétail Hereford. Il achète la maison en 1900 et acquiert le domaine voisin de Pencoed peu de temps avant sa mort, avec l'intention d'offrir le château de Pencoed à sa fille, Margaret. Malgré sa redoutable réputation d'industriel, Thomas semble avoir été un propriétaire foncier véritablement bien-aimé, les locataires de Pencoed lui demandant d'acheter le domaine. Cet achat fait de Thomas le plus grand propriétaire terrien du Monmouthshire après Lord Tredegar .
Malgré sa fortune, Thomas se contente de conserver le manoir de Llanwern, une grande maison carrée au sommet d'une colline surplombant le village de Llanwern. La maison, datant de 1760, est d'apparence démodée avec un intérieur décoré dans un style d'influence chinoise .

## Carrière politique
DA Thomas est élu député de Merthyr Tydfil lors d'une élection partielle en 1888 et conserve le siège jusqu'à ce qu'il se présente au siège marginal de Cardiff en janvier 1910. Thomas tient largement sa circonscription, même Keir Hardie n'a pas pu le battre. Bien qu'employeur, il est considéré comme un homme juste et est véritablement respecté par les électeurs de Merthyr .
Il est l'un des premiers partisans du mouvement Cymru Fydd, mais s'oppose à son intégration avec la Fédération libérale du Pays de Galles du Sud, se faisant ainsi un ennemi de David Lloyd George, étant ainsi en grande partie responsable de la disparition de ce mouvement. En tant que président de la Fédération libérale du sud du Pays de Galles de 1894 à 1897, Thomas pense que les comtés méridionaux de Glamorgan et de Monmouthshire, qui comprennent ensemble plus de la moitié de la population galloise, souffriraient du projet proposé pour une fédération nationale unique. Il a des opinions similaires sur le démantèlement de l'Église au pays de Galles, estimant que les revenus arrachés à l'Église devaient être distribués aux comtés sur la base de la population. Avec David Lloyd George, Francis Edwards et Herbert Lewis, Thomas se révolte contre le déclassement perçu par le gouvernement de Rosebery .
DA Thomas est très déçu lorsqu'on ne lui offre pas de poste au gouvernement après la victoire électorale des libéraux de 1906. Contrairement à Herbert Lewis et Lloyd George, on attendait davantage de Thomas en 1894, et ses actions en se joignant à la révolte ne l'avaient pas fait aimer de la direction libérale. Thomas devient de plus en plus désillusionné par la politique et quitte le parlement aux élections générales de décembre 1910, ce qui est vu comme un échec politique . À bien des égards, Thomas n'est pas adapté à la politique des partis et il est décrit par Stuart Rendel comme « un conservateur déguisé ». Son plus grand succès politique vient plus tard, pendant la coalition en temps de guerre .

## "Roi du charbon"

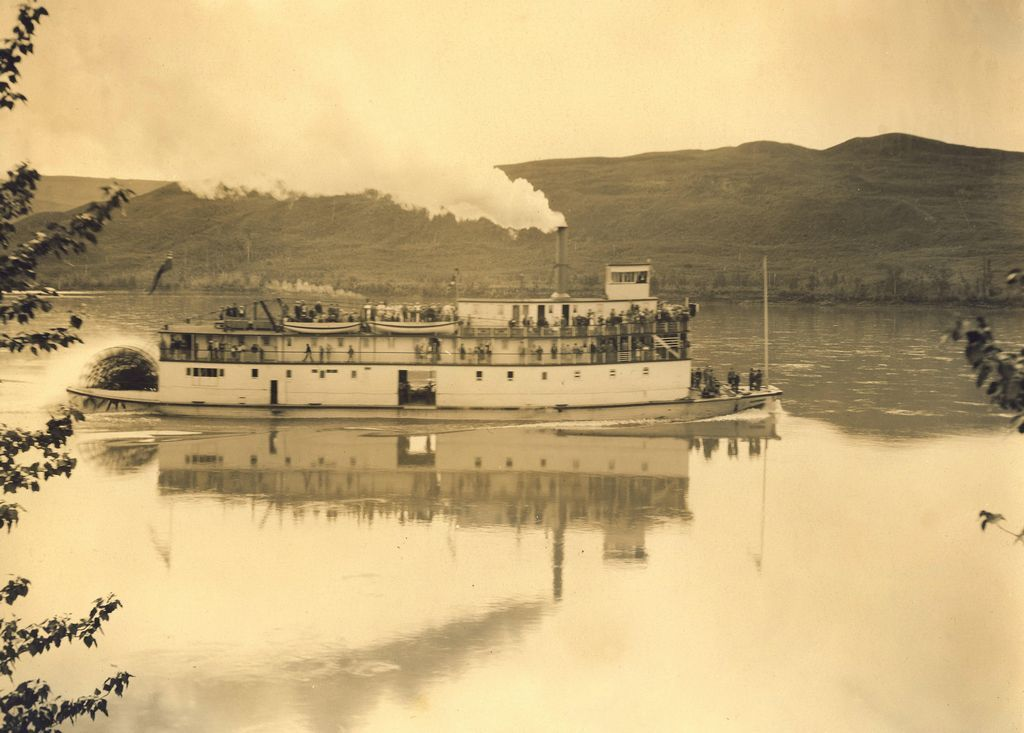
Le DA Thomas, le plus gros navire sur la Rivière de la Paix est construit pour exploiter l'investissement de Thomas dans les bassins houillers de la rivière de la Paix, dans le nord de l'Alberta.

Après que les attentes de DA Thomas en matière de hautes fonctions aient été déçues à la suite des élections générales de 1906, il se concentre une fois de plus sur les affaires. En 1908, le Cambrian Combine est formé, avec la fusion des charbonnages Glamorgan, Naval et Britannic Merthyr avec les Cambrian Collieries. Ce grand combinat industriel accueille plus tard d'autres houillères. Alors que Thomas se rend compte que l'âge d'or du commerce du charbon gallois ne continuera pas, il cherche à organiser le commerce du charbon gallois pour empêcher une concurrence destructrice .
Dans les années d'avant-guerre, Thomas acquiert des étendues de terres houillères en Amérique du Nord qui n'étaient pas complètement développées .

## Première Guerre mondiale
Ayant fait fortune en tant que propriétaire des mines de charbon cambriennes, il revient en politique en tant qu'émissaire de David Lloyd George aux États-Unis, raison pour laquelle il est créé baron Rhondda en 1916 et plus tard vicomte Rhondda en 1918 .
En mai 1915, il est à bord du Lusitania lorsqu'il est torpillé. Lui et sa fille, Margaret, font partie des survivants. Une histoire humoristique, dont sa fille se souvient, est que le journal local (Cardiff) Evening Express publie une affiche sur le naufrage qui dit « Great National Disaster. DA sauvé" . Le compliment quelque peu équivoque a énormément amusé DA Thomas .
Clem Edwards, député, raconte l'histoire d'un vieux charbonnier qui, informé que Thomas est à bord du navire lorsqu'il a coulé, déclare : " J'attendrai demain. Il sort toujours en tête, et je vous promets ceci : il reviendra à la surface de l'eau avec un gros poisson dans chacune de ses mains." .
En 1916, il devient président du Conseil du gouvernement local. En tant que ministre du Contrôle alimentaire pendant la dernière partie de la Première Guerre mondiale, il connait un grand succès en introduisant un système efficace de rationnement .

## Dernières années
Le travail a cependant un impact terrible sur sa santé et il meurt à Llanwern le matin du mercredi 3 juillet 1918, à l'âge de 62 ans. Il est incinéré à Golders Green, mais ses cendres sont inhumées à Llanwern, où elles reposent à côté des corps des anciens écuyers de Llanwern, de sa femme et sa fille. Son épitaphe se lit comme suit : « Il a compté sa vie pas chère à lui-même. ».
Alors que la baronnie de Rhondda s'éteint avec lui, le titre de vicomte Rhondda passe à sa fille Margaret par reste spécial, ce sur quoi Thomas avait insisté lorsqu'on lui avait offert cet honneur. Après sa mort, et avec l'adoption récente du Sex Disqualification (Removal) Act 1919, sa fille tente de reprendre son siège à la Chambre des Lords. Après avoir été initialement acceptée, la composition du comité concerné est modifiée et sa demande est rejetée,.
La veuve de Thomas, Sybil, vicomtesse Rhondda (1857-1941) est nommée dame commandeur de l'ordre de l'Empire britannique en 1920.